# Izvor (Pernik)
Izvor es un pueblo en el oeste de Bulgaria. Se encuentra en el municipio de Radomir, provincia de Pernik.

## Geografía
Se encuentra al suroeste de la ciudad de Radomir, en el pie norte del grupo montañoso Konyavsko-Milevska.
Cerca de la carretera principal Sofía (50 km) - Kiustendil (39 km). El pueblo más grande en la parte sur del valle de Radomir. Pueblos vecinos: Klenovik (este), Debeli lag (oeste), Uglyartsi (sur).
El nombre Izvor proviene del hecho de que hay muchos manantiales en su área. Algunos de los manantiales son captados y abastecidos de agua potable y pueblos vecinos. El río más grande que fluye en la tierra del pueblo es Kosmatitsa con el principal afluente del río Negomiyska. Desemboca en el río Struma. Sobre ella se construyó la micropresa de Izvor. Los principales medios de vida de la población son la agricultura y la ganadería, siendo la mayor parte la agricultura privada y de pequeña escala. Hay fundaciones para el desarrollo del turismo, varios monumentos, la iglesia de la "Santísima Trinidad", restaurada, el monasterio de "San Pedro y San Pablo”, en proceso de restauración, la cabaña Momin Kladenets y la cabaña Vedritsa. Hasta 1989 se desarrolló el sector primario de la economía. Centro del complejo agroindustrial. En 1980 se abrió un taller en la fábrica de máquinas de soldar Krakra en Pernik. El taller fue privatizado a principios de los años 90, bajo el nombre de "Equipos de soldadura de pequeño tamaño" JSC.

## Historia
El pueblo de Izvor es un asentamiento central en la Mraka, nombre antiguo de la hermosa región de Radomir, quemada repetidamente durante el dominio bizantino y otomano. Durante mucho tiempo esta zona estuvo sumida en la oscuridad y el completo silencio. A principios del siglo XIV, durante el Segundo Imperio búlgaro, las relaciones entre Serbia y Bulgaria se deterioraron drásticamente. El zar Mikhail Shishman exilió a su esposa Ana Neda, hermana del rey serbio Stefan Decanski, y estalló una guerra sin sentido entre ellos. Shishman murió en la batalla. Parte de la Mraka fue conquistada y la guerra terminó con la firma de un tratado de paz el 2 de agosto de 1330 en la fortaleza de Izvor, que se convirtió en una fortaleza fronteriza entre Bulgaria y Serbia. El pueblo de Izvor se menciona en un registro turco desde 1479. Alrededor de 1860 se fundó una escuela celular. En 1955, el pueblo de Tarnovets (anotado en documentos turcos de 1576, como Tarnilofcha, Tarnilovets) y el pueblo de Kandzhulitsa, ahora la estación "Alexander Dimitrov", se anexaron al pueblo de Izvor en 1957, el barrio de Pirinitsa y el barrio de Hladni Klisuri. Hasta 1971 el pueblo es el centro de un sistema de asentamiento.

## Religión
Toda la población está compuesta por cristianos ortodoxos. En el pueblo hay un monasterio llamado "San Pedro y San Pablo” y se encuentra a 2 km sobre el pueblo, al pie de la ladera norte de la montaña Konyavska.

### Breve reseña del monasterio de "San Pedro y San Pablo” (antiguo Santo Espíritu)
Cuándo se construyó el monasterio, cuántos habitantes tenía y cuándo fue destruido, no se sabe nada. Las excavaciones muestran que había grandes edificios con amplios patios y muchas propiedades, que todo esto fue incautado y asimilado por un turco y convertido en una granja. Hasta 1876 había ruinas de este monasterio, sólo la parte oriental del templo, el altar, aparentemente intacto, los demás edificios a su alrededor fueron destruidos y arrasados, se desconoce cuándo, por los turcos.
Los contemporáneos de la regla turca dicen que el bey prohibió a los fieles visitar este santuario, profanado por el infiel Agarian.
Se encontraron losas en el monasterio, que fueron destruidas. Luego la gente los pegó y estaban en búlgaro antiguo, pero los tradujeron al búlgaro y ahora están en el monasterio.
En el monasterio se conserva una losa de piedra con una inscripción, partida en dos. La inscripción dice que el monasterio fue reconstruido en honor al décimo aniversario de la Guerra de Liberación Ruso-Turca por un residente del pueblo de Tarnovets (ahora un barrio del pueblo).

## Instituciones públicas
- Ayuntamiento
- Chitalishte "Padre Paisii", que cuenta con biblioteca, cine, salón para eventos oficiales.
- Escuela primaria Iván Vazov
- Correo
- Servicio de Salud Rural
- Farmacia
- Farmacia agrícola
- Clínica veterinaria

## Hitos culturales y naturales
- Monasterio "Santos Pedro y Pablo”, que está siendo restaurado.
- Iglesia "Santísima Trinidad", construida en 1860, con frescos.
- En el área de Gradishte (ruinas de un asentamiento tracio) y la cueva de Gradishteto, el pueblo de Izvor (31 m de largo).
- Chitalishte "Padre Paisii", fundada en 1927 Desarrolla actividad activa. Conjunto folclórico infantil "Izvorche", grupo survakar.
- Escuela primaria Ivan Vazov: la escuela existe desde 1861.
- Fuentes con abrevaderos en las localidades "Varteshkite", "Vlashki izvor", "Izvoritoto".
- Cabaña Momin Kladenets a 4 km del pueblo. Somier y caseta.
- Refugio Vedritsa a 12 km del pueblo ya 8 km del refugio Momin Kladenets. Se encuentra en un antiguo bosque protegido - el área "Kolosh". Existe la planta de cubo ( Fritilaria tenella L. ), cuyo nombre lleva la cabaña. La visita a la cabaña es bajo petición previa.
- Hito natural "Yankyovets" (localidad de peonías silvestres y robledal milenario) - 1:45 h. de la cabaña "Momin Kladenets".
- Presa de Izvor en el río Kosmatitsa es privado y no se permite pescar.
- Junto a la presa se encuentra el Parque Forestal Druzhba, 1 km al noroeste del pueblo. Fuente. Se encuentra en la carretera Sofía-Kyustendil-Skopje. Es apto para la pesca. Está repleto de pescado blanco, barbo, besugo, arce y otros pescados de agua dulce. Los visitantes de la presa pueden obtener comida en Cold Gorges Inn y Fishermen's Meeting Tavern, ubicados junto a la carretera.
- Pico Kolosh (1314 m), el pico más alto de la montaña Kolosh, que forma parte del grupo montañoso Konyavsko-Milevska. Se encuentra a las 2:30 a. m. desde la cabaña de Momin Kladenets. Cuando hace buen tiempo hay una vista panorámica de las montañas Rila, Vitosha, Golobardo, la montaña Lyubash y el pico de la montaña Konyavska - pico Viden (1487 m).

## Eventos regulares

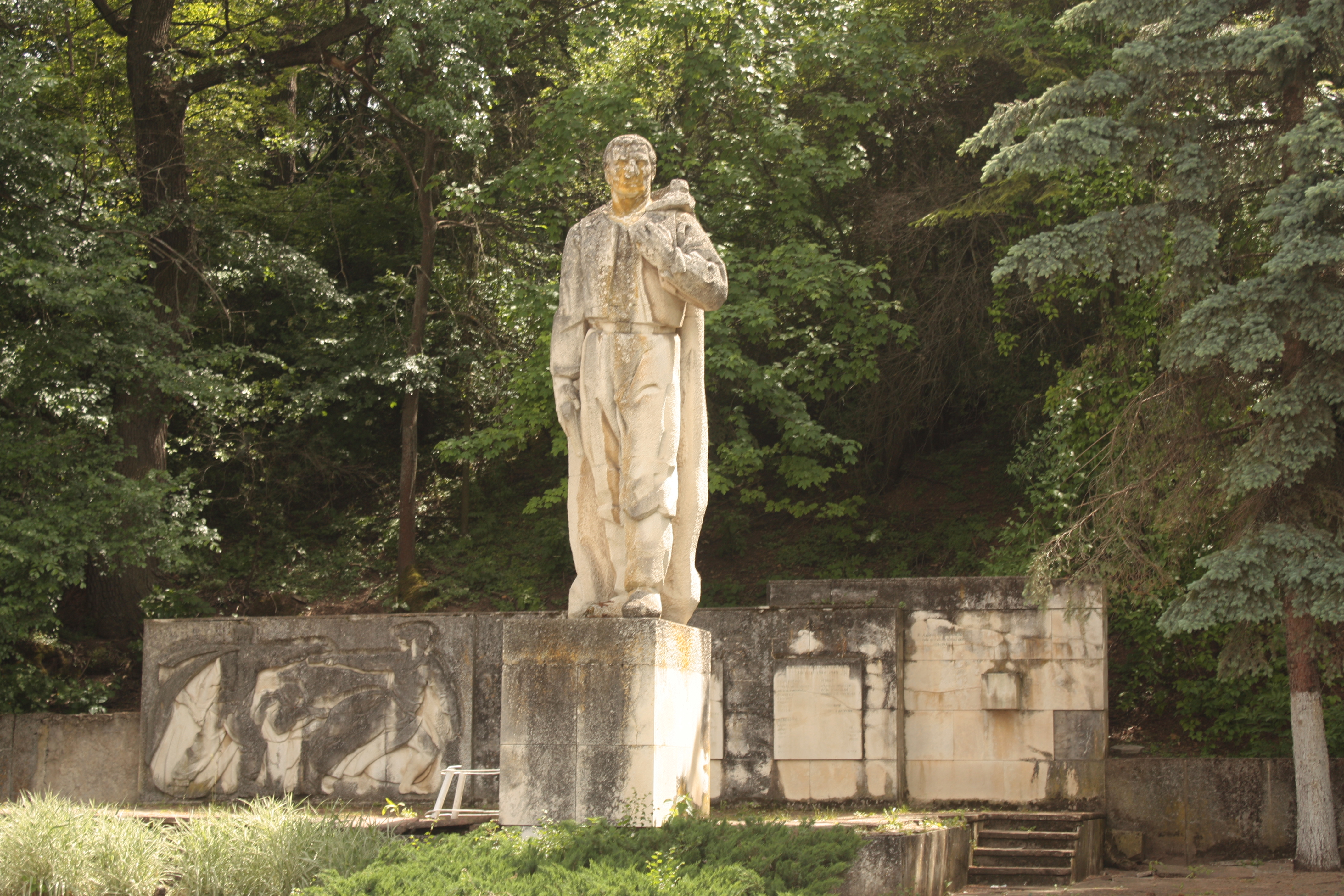
Monumento partidista en el centro de Izvor

- Survakana anual en el día de San Basilio al estilo antiguo.
- Dos de junio.
- Se celebra la histórica fecha del 9 de septiembre.
- El día de San Pedro se celebra con una liturgia del monasterio,
- Celebración anual de la Pascua con una liturgia en la iglesia "Santísima Trinidad” y unas vacaciones en la plaza del pueblo.

## Personalidades
- Hajdut Milenko, compañero de armas del notorio voivoda de Ilio, quemado vivo por los turcos en el pueblo vecino de Klenovik .
- Boris Bumbarov (1896-1959), político búlgaro, Ministro de Edificios Públicos, Carreteras y Comunicaciones
- Boris Manov (1922-2009), partisano búlgaro, general de división